# Unterthal (Bergisch Gladbach)
Unterthal ist ein Ortsteil im Stadtteil Herrenstrunden von Bergisch Gladbach.

## Geschichte
Unterthal ist aus einer frühneuzeitlichen Siedlungsgründung hervorgegangen, die erstmals 1685 als Unterdall genannt wurde. Die Bezeichnung Unterthal erhielt das Gut im Jahr 1694, um es vom benachbarten Oberthal zu unterscheiden. Bis 1905 entwickelte sich hier aus dem ursprünglichen Hofgut ein Weiler mit sechs Wohngebäuden und 43 Einwohnern. Das Grundwort Thal nimmt Bezug auf die topografische Lage in einer Talsenke.
Die Topographia Ducatus Montani des Erich Philipp Ploennies, Blatt Amt Porz, belegt, dass der Wohnplatz 1715 als viele gemeine Höfe kategorisiert wurde und mit Dahl bezeichnet wurde.
Aus Carl Friedrich von Wiebekings Charte des Herzogthums Berg 1789 geht hervor, dass Unterthal zu dieser Zeit Teil der Honschaft Dürscheid im gleichnamigen Kirchspiel war.
Unter der französischen Verwaltung zwischen 1806 und 1813 wurde das Amt Porz aufgelöst und Unterthal wurde politisch der Mairie im Kanton Bensberg zugeordnet. 1816 wandelten die Preußen die Mairie zur Bürgermeisterei Bensberg im Kreis Mülheim am Rhein.
1859 kamen die Ortschaften Trotzenburg und Unterthal zur Bürgermeisterei Gladbach.
Der Ort ist auf der Topographischen Aufnahme der Rheinlande von 1824 als Unter Thal und ab der Preußischen Uraufnahme von 1840 auf Messtischblättern regelmäßig als Unterthal verzeichnet.
| Jahr | Einwohner | Wohn- gebäude | Kategorie | Politische / kirchliche Zugehörigkeit          |
| ---- | --------- | ------------- | --------- | ---------------------------------------------- |
| 1822 | 39        |               | Bauergut  | Bürgermeisterei Bensberg, Kirchspiel Dürscheid |
| 1871 | 38        | 3             | Hofstelle | Bürgermeisterei Gladbach                       |
| 1885 | 45        | 8             | Wohnplatz | Bürgermeisterei Gladbach                       |
| 1895 | 39        | 7             | Wohnplatz | Bürgermeisterei Gladbach, Kirchspiel Dürscheid |
| 1905 | 43        | 6             | Wohnplatz | Bürgermeisterei Gladbach                       |